# Alexei Wassiljew (Badminton)
Alexei Wassiljew (russisch Алексей Васильев, englische Transkription Alexey Vasiliev resp.  Aleksej Vasiliev; * 19. September 1980) ist ein russischer Badmintonspieler. 

## Karriere
Alexei Wassiljew siegte 2005 bei den Russian Open im Herrendoppel mit Nikolaj Nikolajenko. Bei den europäischen Hochschulmeisterschaften im Badminton gewann er 2006 und 2007 Gold, bei den Welthochschulmeisterschaften 2006 Bronze. 2007 siegte er mit seinem Team von NL Primorye im Badminton-Europapokal.